# Gestore del sistema di trasmissione

Schema semplificato di una rete elettrica dai centri di generazione a quelli di consumo

Il gestore del sistema di trasmissione (in inglese Transmission System Operator o TSO) è un ente preposto alla trasmissione dell'energia sotto forma di gas naturale o di energia elettrica, usando opportune infrastrutture, a livello nazionale o regionale. Tale definizione è utilizzata in Europa, ma si può trovare una simile definizione anche negli Stati Uniti, dove si parla di "Independent System Operator" (ISO) e "Regional Transmission Organization" (RTO).

## Descrizione
La procedura di certificazione per i TSO è elencata nell'articolo 10 delle Direttive UE per l'elettricità ed il gas del 2009.
A livello europeo i TSO relativi alla trasmissione del gas sono associati nell'ambito dell'ENTSO-G, mentre quelli relativi alla trasmissione dell'energia elettrica sono associati nell'ENTSO-E.
A causa dell'elevato costo dell'installazione delle linee di trasmissione dell'energia elettrica e del gas naturale, e dell'importanza ricoperta dalla trasmissione dell'energia a livello nazionale, un TSO è generalmente un monopolio naturale, ed in quanto tale è soggetto ad opportune regolamentazioni. In Italia il TSO relativo alla trasmissione dell'energia elettrica è Terna, mentre quelli relativo alla trasmissione di gas naturale sono Snam Rete Gas e Società Gasdotti Italia.
Relativamente all'energia elettrica, un TSO si occupa della trasmissione dagli impianti di generazione attraverso la rete elettrica verso le locali sottostazioni, più vicine all'utente finale. 
Relativamente al gas naturale, il TSO riceve il gas dai produttori, e lo trasposta mediante tubi (ad esempio metanodotti) fino a giungere all'ente distributore del gas stesso.

### Ruolo nella trasmissione dell'energia elettrica
La sicurezza e l'affidabilità della rete di trasmissione sono di importanza fondamentale per un TSO, in quanto un qualsiasi guasto sulla loro rete di competenza potrebbe ripercuotersi su tutta la rete a valle, che generalmente conta numerosissimi utenti, causando danni agli utenti stessi. Di conseguenza guasti e contingenze nella rete sono tenute in conto dal TSO mediante opportune contromisure. Inoltre, al fine di minimizzare gli impatti di eventuali guasti sulla rete stessa, TSO di nazioni diversi sono generalmente interconnessi tra loro.

### Mercato elettrico
Il ruolo di ogni TSO all'interno del mercato elettrico è principalmente quello di gestire la sicurezza della propria rete elettrica in tempo reale (i guasti sulla propria rete si possono ripercuotere anche sulle reti adiacenti, come nel caso del Black out in Italia del 2003 e al tempo stesso coordinare la domanda e la offerta dell'energia elettrica, anche tra stati diversi e non solo a livello nazionale, in modo tale da evitare interruzioni del servizio e fluttuazioni in frequenza.
La funzione di TSO è generalmente intrapresa dalla compagnia che esercisce la rete di trasmissione, ma potrebbe esserne anche indipendente. Solitamente i TSO sono interamente o comunque parzialmente posseduti dai governi nazionali, in modo tale da controllarne l'esercizio in regime di monopolio. Nella maggior parte dei casi sono indipendenti, come in Italia, dalle compagnie che gestiscono la distribuzione e la generazione dell'energia elettrica stessa.
L'operatore deve mantenere un continuo equilibrio tra la domanda di energia elettrica proveniente dalle sottostazioni (ovvero dagli utenti in media e in bassa tensione) e l'energia elettrica fornita dai centri di generazione, assicurando al tempo stesso delle riserve che possano sopperire a delle improvvise carenze di potenza generata o a degli improvvisi aumenti di potenza richiesta. Questo obiettivo viene raggiunto mediante un'ottimizzazione dell'insieme della potenza scambiata con reti di altre nazioni, secondo quanto dettato dal mercato elettrico, e della potenza generata sulla propria rete. Tutte le possibili contingenze che possano accadere sulla rete sono quindi tenute in conto e risolte preventivamente mediante lo studio di diversi modelli della rete, sia statici, sia dinamici, che tengono conto degli sbilanci di potenza introdotti dalla contingenza stessa.
Per questo si può affermare che, oltre al suo ruolo di dispacciamento dell'energia elettrica e di mantenimento della sicurezza in tempo reale, l'operatore del sistema di trasmissione ha anche un ruolo fondamentale nel poter prevedere i futuri cambiamenti di domanda di energia elettrica, soddisfacendoli, e di poter mantenere la sicurezza della rete stessa anche prevenendo future contingenze.

## Ruolo nella trasmissione del gas
Nell'ambito del gas naturale, un TSO ha lo scopo di far funzionare il mercato interno alla propria nazione di competenza e al tempo stesso di gestire ottimamente gli scambi di gas trans-nazionali attraverso i propri confini.